# Alàs i Cerc
Alàs i Cerc là một đô thị trong ‘‘comarca’’ Alt Urgell, tỉnh Lleida, Catalonia, Tây Ban Nha.